# Skur
Et skur er en mindre bygning som hovedsageligt anvendes til at opbevare ting i. Skure plejer at være mindre solide end almindelige huse og har lidt eller ingen isolation, da de ikke er til for at opholde sig i over længere tid.
Skure plejer normalt ikke at have vinduer eller belysning.
Skure kan anvendes til f.eks. haveredskaber (rive, skovl, spade, trillebør, spand, vandkande, vandslange...), kano, båd, cykel, knallert, rygning.